# Miami Dolphins 2011
La stagione 2012 dei Miami Dolphins è stata la numero 46 della franchigia, la quarantaduesima nella National Football League. La squadra si è classificata terza nella AFC East division con un record di 6-10 e per il terzo anno consecutivo non ha raggiunto i playoff. Dopo aver perso le prime sette gare gare, la squadra vinse sei delle ultime nove gare ma il capo-allenatore Tony Sparano fu licenziato il 12 dicembre 2011.

## Scelte nel Draft 2011
| Giro | Scelta | Giocatore     | Ruolo | College           |
| ---- | ------ | ------------- | ----- | ----------------- |
| 1    | 15     | Mike Pouncey  | C/G   | Florida           |
| 2    | 62     | Daniel Thomas | RB    | Kansas State      |
| 4    | 111    | Edmond Gates  | WR    | Abilene Christian |
| 6    | 174    | Charles Clay  | FB/TE | Tulsa             |
| 7    | 231    | Frank Kearse  | DT    | Alabama A&M       |
| 7    | 235    | Jimmy Wilson  | CB    | Montana           |

## Roster
| Roster dei Miami Dolphins nella stagione 2011 |
| --- |
| Quarterback - 9 Pat Devlin - 6 J.P. Losman - 8 Matt Moore Running Back - 22 Reggie Bush - 31 Charles Clay FB/TE - 26 Lex Hilliard RB/FB - 23 Steve Slaton - 33 Daniel Thomas Wide Receiver - 15 Davone Bess PR - 10 Clyde Gates KR - 82 Brian Hartline - 19 Brandon Marshall - 11 Julius Pruitt Tight End - 80 Anthony Fasano - 88 Jeron Mastrud - 89 Will Yeatman Offensive Linemen - 61 Will Barker T - 72 Vernon Carey G - 71 Marc Colombo T - 62 Ryan Cook C/G - 69 Ray Feinga G - 75 Nate Garner T - 68 Richie Incognito G - 74 John Jerry G - 77 Jake Long T - 51 Mike Pouncey C Defensive Linemen - 90 Ryan Baker DE - 70 Kendall Langford DE - 78 Tony McDaniel DE - 97 Philip Merling DE - 98 Jared Odrick DE - 94 Randy Starks DE - 96 Paul Solilai NT Linebacker - 59 Ikaika Alama-Francis OLB - 56 Kevin Burnett ILB - 58 Karlos Dansby ILB - 50 Marvin Mitchell ILB - 53 Austin Spitler ILB - 99 Jason Taylor OLB - 93 Jason Trusnik OLB - 91 Cameron Wake OLB Defensive Back - 25 Will Allen CB - 37 Yeremiah Bell SS - 28 Nolan Carroll CB - 30 Chris Clemons FS - 29 Tyrone Culver SS - 21 Vontae Davis CB - 20 Reshad Jones FS - 24 Sean Smith CB - 27 Jimmy Wilson CB Special Team - 5 Dan Carpenter K - 92 John Denney LS - 2 Brandon Fields P Lista delle riserve - 7 Chad Henne QB (IR) - 55 Koa Misi OLB (IR) - 14 Marlon Moore WR (IR) - 76 Lydon Murtha T (IR) - 18 Roberto Wallace WR (IR) Squadra di allenamento - 95 Isaako Aaitui NT - 43 Vince Agnew CB - -- McLeod Bethel-Thompson QB - 32 Marcus Brown CB - 17 Patrick Carter WR - 49 Jonathan Freeny OLB - 38 Richard Medlin RB - 40 Anderson Russell DB 53 attivi, 5 inattivi, 8 nella squadra di allenamento |
| Legenda - I rookie sono in corsivo. - Il primo ruolo è il principale mentre gli eventuali successivi indicano i ruoli secondari. - (IR) sta per Injured Reserve ed indica la lista ristretta per un solo giocatore infortunato che può tornare ad allenarsi dopo la settimana 6 e a rientrare in prima squadra dopo che questa ha giocato 8 partite. - (NF-Inj.) / (NF-Ill.) stanno rispettivamente per Non-Football Injured e Non-Football Illness ed indicano le liste dove viene inserito un giocatore che ha un infortunio o una malattia non dipendente dal football americano. - (PUP) sta per Physically Unable to Perform ed indica la lista dove viene inserito un giocatore mentre è in attesa di recuperare la condizione fisica. Nella stagione regolare dopo la sesta partita giocata dalla propria squadra, il giocatore ha tempo tre settimane per riprendere ad allenarsi, più tre settimane aggiuntive dal suo rientro agli allenamenti per rientrare in prima squadra. |

## Calendario

### Stagione regolare

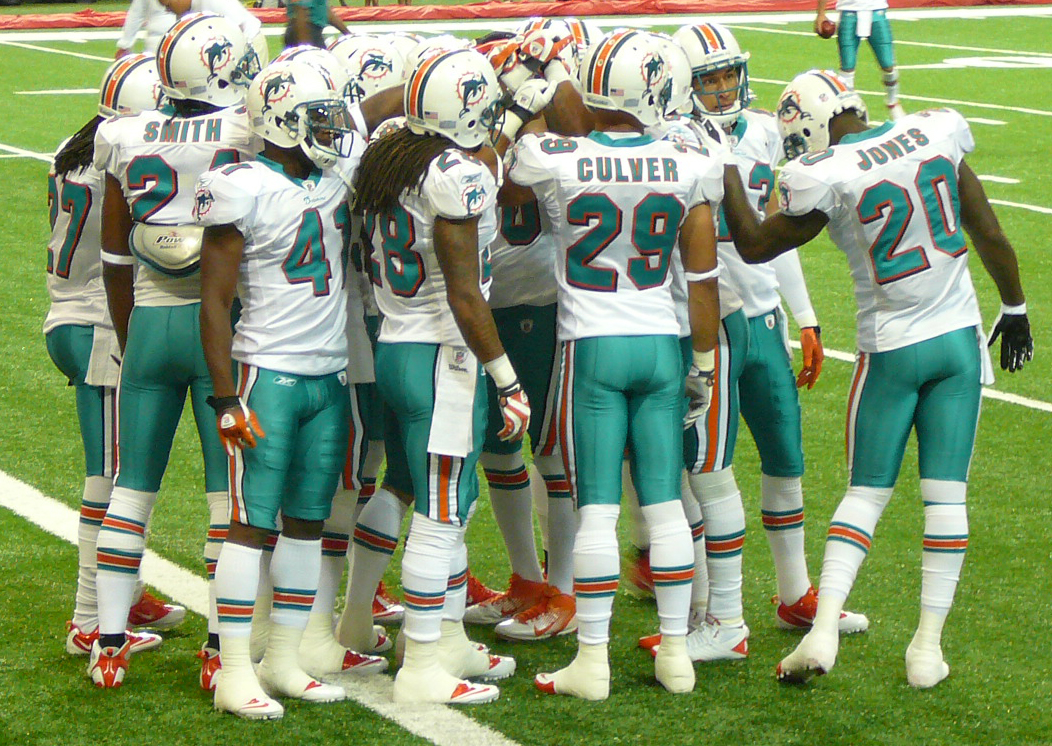
I defensive back dei Dolphins durante la gara di pre-stagione contro gli Atlanta Falcons.

| Turno | Data               | Ora                | Avversario             | Risultato          | Risultato          | Stadio                   | TV                 | Tabellino          |
| Turno | Data               | Ora                | Avversario             | Punteggio          | Record             | Stadio                   | TV                 | Tabellino          |
| ----- | ------------------ | ------------------ | ---------------------- | ------------------ | ------------------ | ------------------------ | ------------------ | ------------------ |
| 1     | 12/9               | 7:00 p.m. EDT      | New England Patriots   | S 24–38            | 0–1                | Sun Life Stadium         | ESPN               | Recap              |
| 2     | 18/9               | 4:15 p.m. EDT      | Houston Texans         | S 13–23            | 0–2                | Sun Life Stadium         | CBS                | Recap              |
| 3     | 25/9               | 1:00 p.m. EDT      | @ Cleveland Browns     | S 16–17            | 0–3                | Cleveland Browns Stadium | CBS                | Recap              |
| 4     | 2/10               | 4:15 p.m. EDT10    | @ San Diego Chargers   | S 16–26            | 0–4                | Qualcomm Stadium         | CBS                | Recap              |
| 5     | Settimana di pausa | Settimana di pausa | Settimana di pausa     | Settimana di pausa | Settimana di pausa | Settimana di pausa       | Settimana di pausa | Settimana di pausa |
| 6     | 17/10              | 8:30 p.m. EDT      | @ New York Jets        | S 6–24             | 0–5                | MetLife Stadium          | ESPN               | Recap              |
| 7     | 23/10              | 1:00 p.m. EDT      | Denver Broncos         | S 15–18 (DTS)      | 0–6                | Sun Life Stadium         | CBS                | Recap              |
| 8     | 30/10              | 1:00 p.m. EDT      | @ New York Giants      | S 17–20            | 0–7                | MetLife Stadium          | CBS                | Recap              |
| 9     | 6/11               | 1:00 p.m. EST      | @ Kansas City Chiefs   | V 31–3             | 1–7                | Arrowhead Stadium        | CBS                | Recap              |
| 10    | 13/11              | 1:00 p.m. EST      | Washington Redskins    | V 20–9             | 2–7                | Sun Life Stadium         | Fox                | Recap              |
| 11    | 20/11              | 1:00 p.m. EST      | Buffalo Bills          | V 35–8             | 3–7                | Sun Life Stadium         | CBS                | Recap              |
| 12    | 24/11              | 4:15 p.m. EST      | @ Dallas Cowboys       | S 19–20            | 3–8                | Cowboys Stadium          | CBS                | Recap              |
| 13    | 4/12               | 1:00 p.m. EST      | Oakland Raiders        | V 34–14            | 4–8                | Sun Life Stadium         | CBS                | Recap              |
| 14    | 11/12              | 1:00 p.m. EST      | Philadelphia Eagles    | S 10–26            | 4–9                | Sun Life Stadium         | Fox                | Recap              |
| 15    | 18/12              | 1:00 p.m. EST      | @ Buffalo Bills        | V 30–23            | 5–9                | Ralph Wilson Stadium     | CBS                | Recap              |
| 16    | 24/12              | 1:00 p.m. EST      | @ New England Patriots | S 24–27            | 5–10               | Gillette Stadium         | CBS                | Recap              |
| 17    | 1/1                | 1:00 p.m. EST      | New York Jets          | W 19–17            | 6–10               | Sun Life Stadium         | CBS                | Recap              |